# 523 Ada
523 Ada
523 Ada là một tiểu hành tinh ở vành đai chính. Nó được Raymond Smith Dugan phát hiện ngày 27.01.1904 ở Heidelberg và được đặt theo tên Ada Helme, bạn học và là người hàng xóm của Dugan.